# Christian Boujet
Pas d'image ? Cliquez ici

a Compétitions nationales et continentales officielles uniquement.

b Matchs officiels uniquement.
Christian Boujet, né le 29 août 1942 à Jarrie (Isère), est un ancien joueur de rugby à XV, qui a joué avec l'équipe de France et le FC Grenoble au poste de demi d’ouverture ou arrière (1,78 m pour 74 kg). 

## Carrière de joueur

### En club
- FC Grenoble

### En équipe nationale
Il a disputé un test match le 27 juillet 1968 contre l'équipe de Nouvelle-Zélande, lors d’une tournée de l'équipe de France. 
Le 17 août 1968, à l'occasion d'un match contre l'Australie, il devient le premier international français à rentrer en cours de match, en remplacement de Pierre Villepreux à la 16e minute. Christian Boujet inscrit un essai qu'il transforme lui-même. Malgré cela, les Bleu s'inclinent sur le score de 11 à 10.
Son dernier test match fut contre l'équipe d'Afrique du Sud, le 9 novembre 1968.
En 1968, il a joué contre les trois grandes équipes de l’hémisphère Sud : All-Blacks, Wallabies et Springboks.

## Palmarès
- Coupe d'Europe des clubs champions FIRA
  - Vice-champion : 1963[3]

- Challenge Yves du Manoir
  - Finaliste : 1969

- Sélections en équipe nationale : 3 en 1968
- Cape du FC Grenoble Rugby[4]